# Can Reig
Can Reig és una casa del municipi de Vilabertran (Alt Empordà) inclosa en l'Inventari del Patrimoni Arquitectònic de Catalunya.

## Descripció
Situada dins del nucli urbà de la població de Vilabertran, a l'extrem nord-oest del terme, amb la façana principal orientada al carrer Ramon Reig.
Edifici aïllat envoltat per un interessant jardí, de planta quadrangular formada per cinc cossos rectangulars adossats, amb les cobertes de teula de dues vessants, i una gran torre circular a l'angle nord-oest de la construcció. L'edifici consta de planta baixa, dos pisos i golfes, amb una rampa exterior amb balustrada de rocall situada a la banda de tramuntana, des de la que s'accedeix a la primera planta. Totes les obertures de l'edifici són rectangulars, exceptuant el portal d'accés a la planta baixa, d'arc rebaixat amb els brancals fets de maons i la llinda feta amb trencadís de ceràmica vidrada. També destaca la volta rebaixada que forada la rampa exterior per accedir des del jardí a l'anterior porta. Aquesta volta està decorada amb trencadís de rajola vidrada blanca. A la planta baixa, les finestres estan emmarcades amb maons, mentre que als pisos superiors presenten els emmarcaments arrebossats. Les de la planta noble tenen un guardapols superior sostingut amb mènsules i les de les golfes són quadrades i de mida petita. Les façanes estan rematades per ràfecs sostinguts amb grans mensules, fetes de maons i ceràmica vidrada blava decorada amb motius vegetals. De fet, tots els elements decoratius de l'edifici presenten aquesta mateixa decoració, incloent les motllures rectilínies que recorren la divisòria entre els diferents nivells. La torre, que s'eleva per damunt de l'edifici, presenta una corsera bastida en maons amb el coronament emmerletat, que serveix de barana al terrat de la torre, on hi ha un torricó central arrebossat i pintat rematat amb merlets. De l'interior destaca l'escala de cargol, situada dins el volum cilíndric de la torre. En origen, la planta baixa era reservada als diferents serveis, mentre que el segon era pels dormitoris. També hi ha decoració amb ceràmiques vidrades i vidrieres decorades amb vitralls acolorits.
La construcció està arrebossada i pintada, tot i que la planta baixa presenta el parament de pedra vist.

## Història
El conjunt és datat del 1909. Va ser realitzat per Josep Reig i Palou, l'enginyer forestal encarregat de la repoblació de les dunes d'Empúries. Va ser heretat pel pedagog i artista figuerenc, Ramon Reig, que la utilitzà com a segona residència. L'any 1958 l'Ajuntament va iniciar les gestions per la seva adquisició i el 9 de juliol de 1959 es va signar el contracte de compravenda (amb un preu de 400.000 pessetes que es va anant pagant a la família Reig durant deu anys, a raó de 40.000 pessetes anuals sense interessos). El 15 de gener de 1961 se celebrà la Festa d'Inauguració amb motiu de la seva adquisició, reforma i habilitació com a Casa de la Vila, Jutjat de Pau, Dispensari Mèdic i Escoles. En l'actualitat l'edifici continua sent de propietat municipal i es segueix utilitzant per a serveis públics diversos. L'any 1999 la Generalitat va subvencionar la seva restauració.